# 本多政成

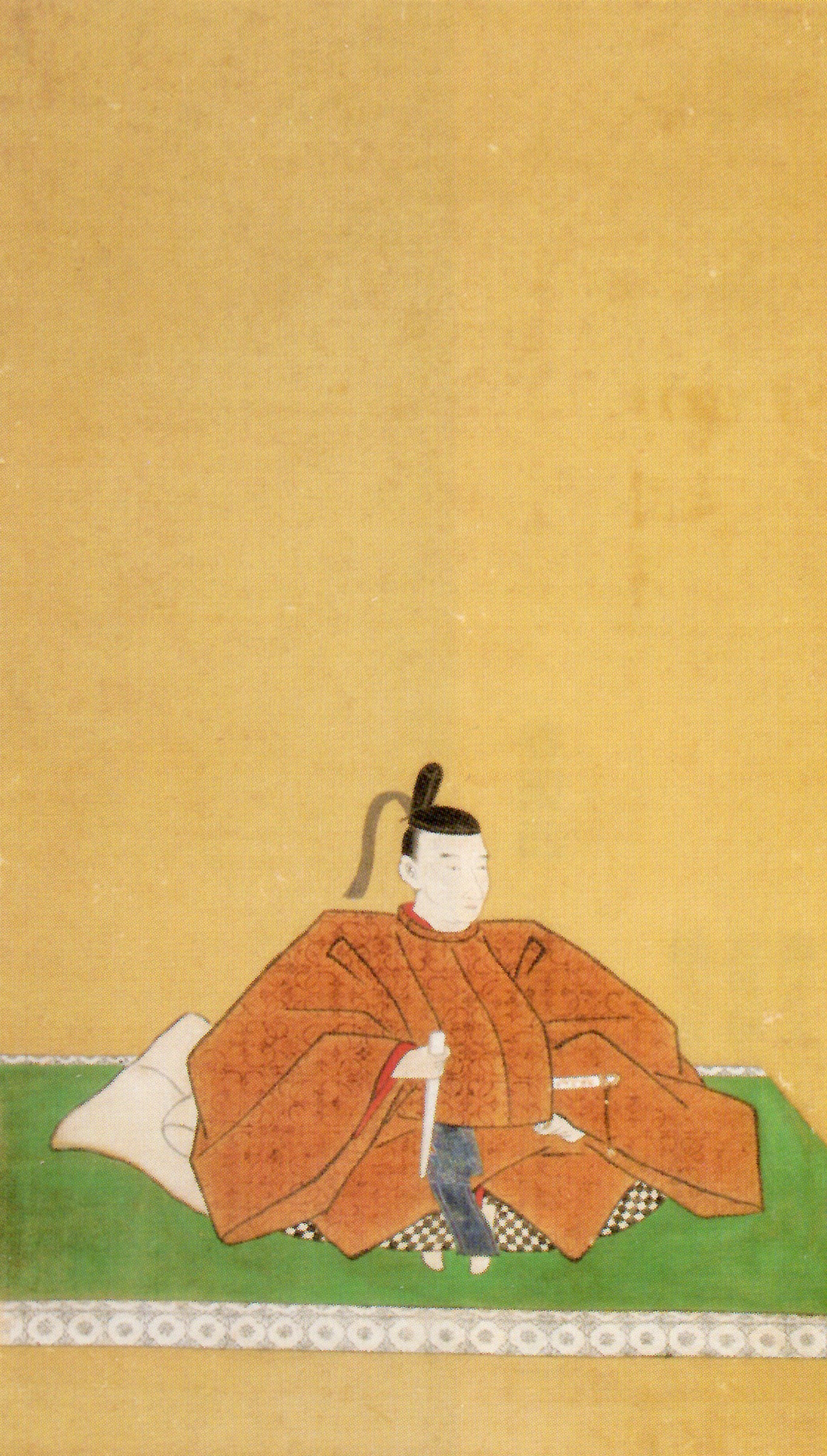
本多政成

本多 政成 （ほんだ まさよし、宝暦5年6月8日（1755年6月30日）- 享和3年4月28日（1803年6月17日）） は、加賀藩の家老、加賀八家本多家第7代当主。
父は加賀藩家老本多政行。正室は本多図書政恒の娘。子は本多政礼、本多政守。通称玄蕃助。官位は従五位下安房守。

## 生涯
享保13年（1755年）6月8日加賀藩家老本多政行の子として金沢に生まれる。寛政8年（1796年）父政行の隠居により家督と5万石の知行を相続する。寛政9年（1798年）12月18日従五位下安房守に叙任。享和2年（1801年）御勝手方御用主附を命じられ藩の財政を担当した。享和3年（1803年）4月28日没。享年49。家督は嫡男政礼が相続した。